# VGA Saint-Maur
La Vie au Grand Air de Saint-Maur ist ein Sportverein aus Saint-Maur-des-Fossés, in der östlichen Pariser Banlieue gelegen. Gegründet wurde der häufig kurz als VGA Saint-Maur bezeichnete Klub 1919; seine Vereinsfarben sind Blau und Gelb. Der Name des Klubs ist eine Reminiszenz an die um die Jahrhundertwende entstandene französische Naturfreundebewegung, nach der nicht nur eine Wochenzeitschrift (erschienen zwischen 1898 und 1922), sondern auch eine Reihe von Sportvereinen – etwa VGA du Médoc – benannt war.
Die VGA besitzt heutzutage über 20 Abteilungen, von denen insbesondere Fußball – dort vor allem die Frauensektion als sechsfacher Meister Frankreichs – und Volleyball (französischer Männermeister 1976), aber auch die Tischtennis-Sparte (bei den Männern zwei Vizemeisterschaften 1990 und 1991, zur Saison 2011/12 in die höchste Liga, die Pro A, zurückgekehrt) maßgeblich zu ihrem Renommee beigetragen haben.
Dieser Artikel befasst sich speziell mit den Fußballerinnen und Fußballern des Vereins.

## Die Fußballabteilung der Frauen
Die Frauensektion entstand 1968, also noch vor der erst Anfang 1970 vollzogenen Legalisierung des Frauenfußballs durch den französischen Verband. Sie war eins der neun Gründungsmitglieder, die 1971 einen Ligaspielbetrieb im Großraum Paris ins Leben riefen, und als 1974/75 erstmals eine Landesmeisterschaft ausgetragen wurde, gehörte sie zu den 16 Endrundenteilnehmern, konnte sich in ihrer Gruppe gegen den späteren Titelgewinner Stade Reims aber nicht durchsetzen. 1975/76 scheiterte VGA Saint-Maur erneut in der Gruppenphase, diesmal am FC Rouen. Erst drei Jahre später erreichte sie die Endrunde wieder, und danach dauerte es bis 1983, ehe sie nach einem Endspielsieg über Olympique Hénin-Beaumont zum ersten Mal sogar französischer Meister wurde. Bis 1991 gab es mit einer Ausnahme (1988/89) keine Saison, in der Saint-Maur nicht im Finale stand, und in fünf weiteren Endspielen setzte die VGA sich auch durch. In dieser Zeit hatte der Klub eine Vielzahl von Nationalspielerinnen in seinen Reihen. 
Die in den Meisterschaften erfolgreichsten Spielerinnen waren: (a)
- 6 Titel: (b) Marie-Agnès Annequin, Sylvie Baracat, Martine Puentes, Sandrine Roux
- 5 Titel: Élisabeth Loisel, Régine Mismacq
- 4 Titel: Nicole Abar
- 3 Titel: Marie-Antoinette Bilon, Nathalie Flisar, Guilly, Laurence Richoux, Sophie Rudant

In den erfolgreichen 1980ern hatten Saint-Maurs Frauen nur zwei Trainer, beides Frauen: den größten Teil der Zeit Dominique Tedeschi (fünf Titelgewinne) und für zwei Jahre Élisabeth Loisel (ein Titelgewinn).
Mit Einführung einer landesweiten, eingleisigen Liga zur Saison 1992/93 gehörte die Frauschaft dieser Division 1 Féminine an, ehe sie 1998 als Drittletzter absteigen musste und in die sie bis 2015 nicht wieder zurückgekehrt ist. Auch im 2001 eingeführten Landespokalwettbewerb scheiterte sie stets vorzeitig. Aus der Île-de-France waren es insbesondere der Juvisy FCF und in jüngster Zeit zusätzlich die Frauen von Paris Saint-Germain, die die VGA Saint-Maur von ihrer einstigen Vormachtstellung verdrängt haben. Am Ende der Saison 2008/09 stieg die VGA sogar in die dritte Liga ab, aus der sie erst 2013 den Weg nach oben zurückfand. Zwei Jahre später stieg die Ligafrauschaft mit der makellosen Bilanz von 22 Siegen in ebenso vielen Punktspielen – dies war zuvor noch keinem Team der Division 2 gelungen – sogar in die erste Liga auf. Maßgeblichen Anteil an dieser Rückkehr nach 17 Jahren hatte die Stürmerin Marlyse Ngo Ndoumbouk, die alleine 43 von Saint-Maurs 98 Treffern erzielt hatte. Nach nur einer Spielzeit folgte allerdings der Wiederabstieg.
In der Saison 2015/16 trugen die Blau-Gelben ihre Heimspiele im Stade Léo Lagrange von Bonneuil-sur-Marne aus, das rund 2900 Zuschauern Platz bietet.

## Die Fußballabteilung der Männer
Erfolge wie die Frauen haben die Männer des Klubs nicht vorzuweisen; sie kamen über die höchste landesweite Amateurliga während der 1950er Jahre – damals die dritthöchste Spielklasse – nie hinaus. Im Landespokal erreichten sie immerhin viermal die landesweite Hauptrunde (1922, 1947, 1953 und 1956), schieden dort aber jeweils bereits im Zweiunddreißigstelfinale aus. Heutzutage ist die Männer-Ligamannschaft nur noch in einer unteren, regionalen Spielklasse vertreten.

## Erfolge
- Französischer Frauenmeister: 1983, 1985, 1986, 1987, 1988, 1990; außerdem Vizemeisterschaft 1984 und 1991
- Meister der Division 2 Féminine: 2014/15